# ناعومي باتريك
ناعومي باتريك (بالإنجليزية: Naomi Battrick)‏ هي ممثلة بريطانية، ولدت في 1 أبريل 1991 بإنجلترا في المملكة المتحدة.

## وصلات خارجية
- ناعومي باتريك على موقع IMDb (الإنجليزية)
- ناعومي باتريك على موقع ألو سيني (الفرنسية)
- ناعومي باتريك على موقع أول موفي (الإنجليزية)
- ناعومي باتريك على موقع قاعدة بيانات الفيلم (الإنجليزية)
- ناعومي باتريك على موقع كينوبويسك (الروسية)